# 289-й штурмовой авиационный полк
289-й штурмовой авиационный Краснознамённый полк — авиационная воинская часть ВВС РККА штурмовой авиации в Великой Отечественной войне.

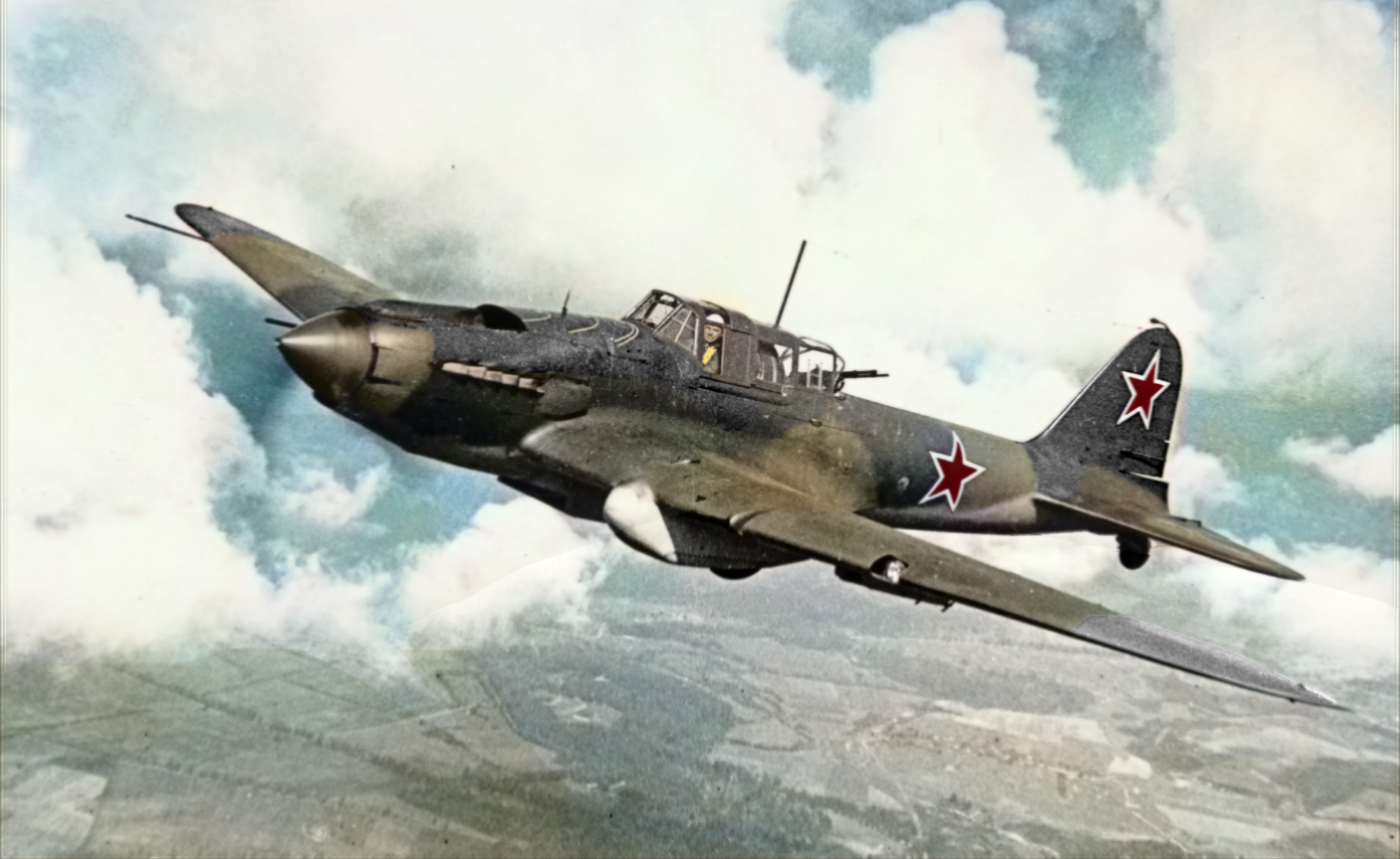
На вооружение полка самолёт Ил-2 поступил в начале июня 1941 года.

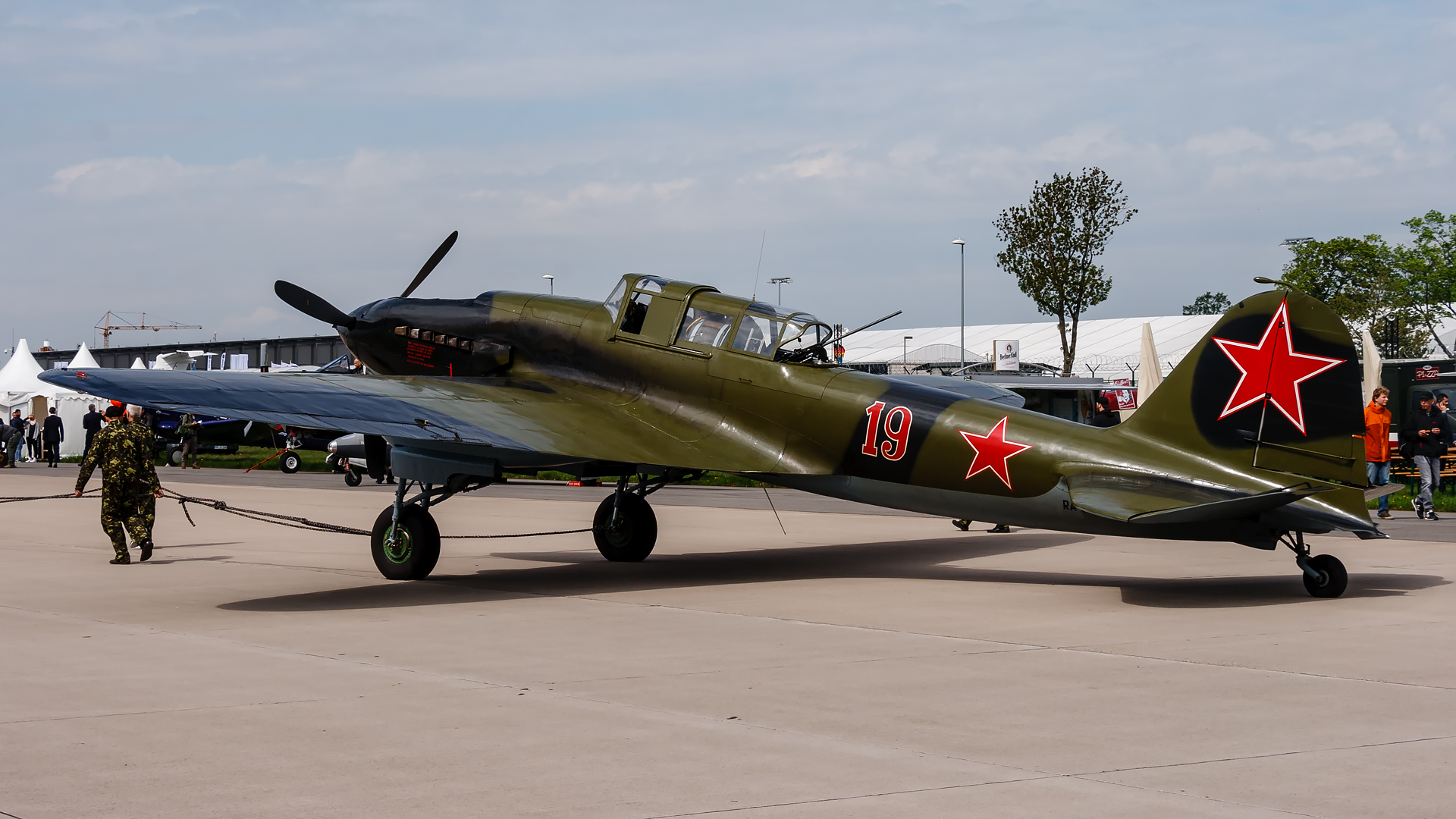
Конструкторы называли разработанный ими штурмовик Ил-2 «летающим танком», пилоты-истребители люфтваффе прозвали его «бетонным самолётом» (нем. Betonflugzeug), солдаты вермахта называли его «чумой» (нем. Schwarzer Tod, дословно: «чёрная смерть»).

## Наименование полка
В различные годы своего существования полк имел наименования:
- 289-й ближнебомбардировочный авиационный полк[1];
- 289-й штурмовой авиационный полк[1];
- 289-й штурмовой авиационный Краснознамённый полк[1].

## История и боевой путь полка
Полк формировался как 289-й ближнебомбардировочный авиационный полк в период с 24 мая 1941 года по 1 августа 1941 года на аэродроме Богодухов города Харькова по штату 015/20 на самолётах Су-2 в составе ВВС Харьковского военного округа. После формирования 1 августа 1941 года на аэродроме Богодухов вновь переформирован по штату 015/150 на самолётах Су-2 и вошёл в состав 49-й авиационной дивизии ВВС Харьковского военного округа.
С 26 августа 1941 года полк, базируясь на своем аэродроме, вошел в состав действующей армии ВВС Юго-Западного фронта. С 27 сентября 1941 года полк передан в состав вновь сформированной 63-й авиационной дивизии ВВС Юго-Западного фронта и принял участие в Харьковской операции. До декабря 1941 года полк воевал в составе дивизии, действуя с аэродромов Харьков, Обоянь, Старый Оскол, Воронеж по переправам через Днепр в районе Кременчуга (Дериевка, Мишурин Рог, Каменка, Потоцкое), при нанесении ударов по колоннам и скоплениям танков и мотомеханизированных войск противника. С октября 1941 года полк вместе с дивизией вошли в состав ВВС 40-й армии, где поддерживали войска армии в ходе оборонительных боев северо-восточнее города Тим. В январе и феврале 1942 года полк поддерживал войска армии в наступательных операциях на курском и белгородском направлениях. После расформирования дивизии в марте 1942 года полк вошел в подчинение ВВС фронта, а 28 марта 1942 года убыл в тыл в состав 10-го запасного авиаполка 1-й штурмовой авиабригады ВВС Приволжского военного округа. За период боевой работы на Юго-Западном фронте полк выполнил 979 боевых вылетов, потерял 16 самолётов Су-2 и 9 летчиков.
С 4 апреля 1942 года полк в составе 10-го запасного авиаполка 1-й запасной штурмовой авиабригады ВВС Приволжского военного округа на аэродроме Каменка-Белинская переформирован по штату 015/156 на одноместных самолётах Ил-2 в 289-й штурмовой авиаполк. На доукомплектовании и переучивании в 1-й штурмовой авиабригаде полк находился до 5 июня, после чего убыл на Западный фронт в состав 231-й штурмовой авиадивизии 1-й воздушной армии. С 25 июня полк приступил к боевым действиям в составе дивизии. Полк вместе с дивизией в составе 1-й воздушной армии поддерживал войска Западного фронта на юхновском, гжатском и ржевском направлениях, участвуя в Орловской стратегической и Смоленской стратегической наступательных операциях, в наступательной операции на Оршанском направлении. 24 октября 1942 года полк передан в состав 233-й штурмовой авиадивизии 1-й воздушной армии и перебазировался на тыловой аэродром Дракино в город Серпухов, где переформирован в полк охотников по штату 015/282 на двухместных Ил-2. Переформирование длилось до 25 декабря 1942 года. после чего полк в составе 233-й штурмовой авиадивизии 1-й воздушной армии принимает участие в боевых действиях продолжая поддерживать войска фронта в операциях на оршанском, витебском и богушевском направлениях. За период боевых действий на Западном фронте в составе 231-й и 233-й штурмовых авиадивизий полк выполнил 842 боевых вылета, потеряв при этом 47 самолётов Ил-2 и 34 летчика.
С 13 января 1944 года полк выведен на аэродром Карачев (западный) ВВС Орловского военного округа на доукомплектование и пополнение. Закончив доукомплектование и перейдя на новый штат 015/362 полк убыл 18 июня 1944 года в состав 196-й штурмовой авиадивизии 4-го штурмового авиационного корпуса 16-й воздушной армии 1-го Белорусского фронта. С 23 июня полк вместе с дивизией успешно действовал в Белорусской, Бобруйской и Минской операциях, особо проявив себя вместе с 657-м и 946-м штурмовыми авиаполками в боях на бобруйском направлении, где сыграл важную роль в ликвидации окруженных группировок противника и срыве их попыток вырваться из окружения. За этот период боевых действий полк выполнил 182 боевых вылета, потеряв при этом 4 самолёта Ил-2 и 1 летчика.
С 3 августа дивизия вместе с 4-м штурмовым авиакорпусом переданы в состав 4-й воздушной армии 2-го Белорусского фронта для участия в Осовецкой наступательной операции. С 9 сентября полк на доукомплектовании, после чего участвовал в Ружано-Макувской частной операции. С 13 ноября полк вновь на доукомплектовании по 11 января 1945 года.
С января 1945 года полк поддерживает с воздуха наступающие войска в ходе Млавско-Эльбингской операции, в частности наносит удары в районе городов Плоньск, Бродница и города-крепости Грауденца, а также с февраля 1944 года действовал на кёнигсбергском направлении с запада, в частности в районах Хожеле — Вилленберг. В феврале 1944 года начал действовать в ходе Восточно-Померанской операции, в том числе штурмует позиции у Данцига и Гдыни.
В конце марта полк передал свои самолёты другим полкам дивизии и убыл в Москву за новыми Ил-2. С апреля 1945 года полк действует в ходе Берлинской операции, наносит удары по противнику с аэродрома Бромберг (южный) в районах Штеттина, Шведта, Пренцлау, Варена, Данцига. Закончил войну ударом с аэродрома Гросс-Бошполь на косу Фриш-Нерунг севернее города Данциг. Особо отличился при овладении городом Кёзлин.
С 1 августа 1944 года по 9 мая 1945 года полк выполнил 1784 боевых вылета, потеряв при этом 26 самолётов Ил-2 и 20 летчиков. Всего за годы войны полк выполнил 3787 боевых вылетов, потерял 93 самолёта и 64 летчика.
После войны полк входил в состав 196-й штурмовой авиадивизии 4-го штурмового авиационного корпуса 4-й воздушной армии Северной группы войск. В связи с сокращением войск в послевоенный период 289-й штурмовой авиационный Краснознамённый полк был расформирован 6 июня 1946 года приказом о расформировании 4-й ВА № 00233 от 20.05.1946 г. и приказом 4-го шак № 0064 от 28.05.1946 г. Личный состав демобилизован и частично передан в 189-й гвардейский, 312-й и 198-й штурмовые авиаполки. Знамя полка 12 июня 1946 года в связи с расформированием полка передано для отправки в Центральный музей Красой Армии имени М. В. Фрунзе при Министерстве Вооруженных сил СССР.

## Командиры полка
- майор, подполковник Огиенко Михаил Петрович, 05.1941 по 28.03.1942 (10.05.1942 г. осужден);
- майор Шебеков Игорь Кириллович, с 28.03.1942 г. по 18.07.1943 г.;
- капитан Хиленко Владимир Иванович, 18.07. 1943 г. по 12.09. 1943 г.;
- подполковник Чернецов Василий Тихонович, с 12.09.1943 г. по декабрь 1944 г.;
- подполковник Поспелов Павел Прохорович, с ноября 1944 г. по 06 июня 1946 г.

## В составе соединений и объединений
| Дата          | Фронт (округ)             | Армия                            | Корпус/Дивизия                                                       | Примечания             |
| ------------- | ------------------------- | -------------------------------- | -------------------------------------------------------------------- | ---------------------- |
| 24.05.1941 г. | Харьковский военный округ | ВВС Харьковского военного округа |                                                                      |                        |
| 01.08.1941 г. | Харьковский военный округ | ВВС Харьковского военного округа | 49-я авиационная дивизия                                             |                        |
| 26.08.1941 г. | Юго-Западный фронт        | ВВС Юго-Западного фронта         |                                                                      |                        |
| 27.09.1941 г. | Юго-Западный фронт        | ВВС Юго-Западного фронта         | 63-я авиационная дивизия                                             |                        |
| 01.10.1941 г. | Юго-Западный фронт        | ВВС Юго-Западного фронта         | ВВС 40-й армии 63-я авиационная дивизия                              |                        |
| 01.03.1941 г. | Юго-Западный фронт        | ВВС Юго-Западного фронта         |                                                                      |                        |
| 28.03.1941 г. | Приволжский военный округ | ВВС Приволжского военного округа | 1-я запасная авиационная бригада 10-й запасной авиационный полк      |                        |
| 05.06.1942 г. | Западный фронт            | 1-я воздушная армия              | 231-я штурмовая авиационная дивизия                                  |                        |
| 24.10.1942 г. | Западный фронт            | 1-я воздушная армия              | 233-я штурмовая авиационная дивизия                                  |                        |
| 13.01.1944 г. | Орловский военный округ   | ВВС Орловского военного округа   |                                                                      |                        |
| 18.06.1942 г. | 1-й Белорусский фронт     | 16-я воздушная армия             | 4-й штурмовой авиационный корпус 196-я штурмовая авиационная дивизия |                        |
| 03.08.1944 г. | 2-й Белорусский фронт     | 4-я воздушная армия              | 4-й штурмовой авиационный корпус 196-я штурмовая авиационная дивизия |                        |
| 07.09.1944    | Резерв Ставки ВГК         |                                  | 4-й штурмовой авиационный корпус 196-я штурмовая авиационная дивизия |                        |
| 12.11.1944 г. | 2-й Белорусский фронт     | 4-я воздушная армия              | 4-й штурмовой авиационный корпус 196-я штурмовая авиационная дивизия |                        |
| 09.05.1944 г. | 2-й Белорусский фронт     | 4-я воздушная армия              | 4-й штурмовой авиационный корпус 196-я штурмовая авиационная дивизия |                        |
| 29.05.1944 г. | Северная группа войск     | 4-я воздушная армия              | 4-й штурмовой авиационный корпус 196-я штурмовая авиационная дивизия |                        |
| 01.04.1946 г. | Северная группа войск     | 4-я воздушная армия              | 4-й штурмовой авиационный корпус                                     | расформирована дивизия |
| 01.06.1946 г. | Северная группа войск     | 4-я воздушная армия              | 4-й штурмовой авиационный корпус                                     | расформирован полк     |

## Участие в операциях и битвах
- Харьковская операция, с 30 сентября по 30 ноября 1941 года.
- Донбасская операция, с 29 сентября по 4 ноября 1941 года.
- Елецкая операция, с 6 по 16 декабря 1941 года.
- Курско-Обоянская операция, с 20 декабря 1941 года по 26 января 1942 года.
- Барвенково-Лозовская операция, с 18 января 1942 года по 31 января 1942 года.
- Ржевская битва, с 25 июня 1942 года по 24 октября 1942 года.
  - Погорело-Городищенская операция — с 30 июля по 23 августа 1942 года.
  - Ржевско-Вяземская операция — с 2 по 31 марта 1943 года.
- Воздушная операция по уничтожению немецкой авиации на аэродромах в мае 1943 года.
- Курская битва — с 5 июля 1943 года по 23 августа 1943 года.
  - Орловская стратегическая наступательная операция «Кутузов»,  с 12 июля по 18 августа 1943 года.
- Смоленская стратегическая наступательная операция «Суворов», с 7 августа по 2 октября 1943 года.
  - Спас-Деменская наступательная операция, с 7 по 20 августа 1943 года.
  - Ельнинско-Дорогобужская наступательная операция, с 28 августа по 6 сентября 1943 года.
  - Смоленско-Рославльская операция, с 15 сентября по 2 октября 1943 года.
- Наступательная операция на Оршанском направлении, с 12 октября по 2 декабря 1943 года.
- Белорусская наступательная операция, с 23 июня по 29 августа 1944 года.
  - Бобруйская операция,  с 24 по 29 июня 1944 года.
  - Минская операция, с 29 июня по 4 июля 1944 года.
  - Барановичская операция, с 5  по 16 июля 1944 года.
  - Люблин-Брестская операция, с 18 июля по 2 августа 1944 года.
  - Осовецкая наступательная операция,  с 6 августа по 9 сентября 1944 года.
- Восточно-Прусская операция, с 13 января по 25 апреля 1945 года.
- Млавско-Эльбингская операция, с 14 по 26 января 1945 года.
- Восточно-Померанская операция, с 10 февраля по 4 апреля 1945 года.
  - Гданьско-Данцигская операция, с 4 февраля по 23 марта 1945 года.
  - Кенигсбергская операция,  с 6 по 9 апреля 1945 года.
- Берлинская наступательная операция,  с 16 апреля по 8 мая 1945 года

## Награды
- 289-й штурмовой авиационный полк за образцовое выполнение заданий командования в боях с немецкими захватчиками при овладении городом Кёзлин и проявленные при этом доблесть и мужество Указом Президиума Верховного Совета СССР от 5 апреля 1945 года награждён орденом Красного Знамени (орден № 205658)[2].

## Благодарности Верховного Главнокомандующего
Воинам полка в составе 196-й штурмовой дивизии объявлены благодарности Верховного Главнокомандующего:
- За отличие в боях за овладение городом и крупным железнодорожным узлом Жлобин — важным опорным пунктом обороны немцев на бобруйском направлении[3].
- За отличие в боях при овладении штурмом городом и крепостью Осовец — мощным укрепленным районом обороны немцев на реке Бобр, прикрывающим подступы к границам Восточной Пруссия[4].
- За отличие в боях при овладении штурмом города Пшасныш (Прасныш), городом и крепостью Модлин (Новогеоргиевск) — важными узлами коммуникаций и опорными пунктами обороны немцев, а также при занятии с боями более 1000 других населенных пунктов[5].
- За отличие в боях при овладении городами Хоэнзальца (Иновроцлав), Александров, Аргенау и Лабишин[6].
- За отличие в боях при овладении городами Шлохау, Штегерс, Хаммерштайн, Бальденберг, Бублиц[7]
- За отличие в боях при овладении городами Нойштеттин и Прехлау — важными узлами коммуникаций и сильными опорными пунктами обороны немцев в Померании[8].
- За отличие в боях при овладении городами Руммельсбург и Поллнов — важными узлами коммуникаций и сильными опорными пунктами обороны немцев в Померании[9].
- За отличие в боях при выходе на побережье Балтийского моря и при овладении городом Кёзлин — важным узлом коммуникаций и мощным опорным пунктом обороны немцев на путях из Данцига в Штеттин, раасчение войск противника в Восточной Померании от его войск в Западной Померании[10].
- За отличие в боях при овладении городами Бытув (Бютов) и Косьцежина (Берент) — важными узлами железных и шоссейных дорог и сильными опорными пунктами обороны немцев на путях к Данцигу[11].
- За отличие в боях при овладении городом Штольп — важным узлом железных и шоссейных дорог и мощным опорным пунктом обороны немцев в Северной Померании[12].
- За отличие в боях при овладении важными опорными пунктами обороны немцев на подступах к Данцигу и Гдыне — городами Тчев (Диршау), Вейхерово (Нойштадт) и выходе на побережье Данцигской бухты севернее Гдыни, занятии города Пуцк (Путциг)[13].
- За отличие в боях при овладении городом Альтдамм и ликвидации сильно укрепленного плацдарма немцев на правом берегу реки Одер восточнее Штеттина[14].
- За отличие в боях при овладении городами Пренцлау и Ангермюнде — важными опорными пунктами обороны немцев в Западной Померании[15].
- За отличие в боях при овладении городами и важными узлами Анклам, Фридланд, Нойбранденбург, Лихен и вступлении на территорию провинции Мекленбург[16].
- За отличие в боях при овладении городами Грайфсвальд, Трептов, Нойштрелитц, Фюрстенберг, Гранзее — важными узлами дорог в северо-западной части Померании и в Мекленбурге[17].
- За отличие в боях при овладении городами Штральзунд, Гриммен, Деммин, Мальхин, Варен, Везенберг — важными узлами дорог и сильными опорными пунктами обороны немцев[18].
- За отличие в боях при овладении городами Барт, Бад-Доберан, Нойбуков, Барин, Виттенберге и соединении 3 мая с союзными английскими войсками на линии Висмар, Виттенберге[19].
- За отличие в боях при овладении портом и военно-морской базой Свинемюнде — крупным портом и военно-морской базой немцев на Балтийском море[20].
- За отличие в боях при форсировании пролива Штральзундерфарвассер и овладении островом Рюген[21].

## Отличившиеся воины
- Кобылянский Иван Александрович, сержант, стрелок — бомбардир 1-й эскадрильи 289-го ближнего бомбардировочного авиационного полка 63-й смешанной авиационной дивизии ВВС 40-й армии ВВС Юго-Западного фронта Указом Президиума Верховного Совета СССР от 27 марта 1942 года удостоен звания Герой Советского Союза. Золотая Звезда № 645.
- Олейниченко Дмитрий Елисеевич, летчик полка, гвардии капитан, Указом Президиума Верховного Совета СССР от 18 августа 1945 года удостоен звания Герой Советского Союза будучи командиром эскадрильи 189-го гвардейского штурмового авиационного полка 196-й штурмовой авиационной дивизии 4-го штурмового авиационного корпуса 4-й воздушной армии 2-го Белорусского фронта. Золотая Звезда № 7960.
- Самочкин Анатолий Васильевич, лейтенант, пилот 1-й эскадрильи 289-го ближнего бомбардировочного авиационного полка 63-й смешанной авиационной дивизии ВВС 40-й армии ВВС Юго-Западного фронта Указом Президиума Верховного Совета СССР от 27 марта 1942 года удостоен звания Герой Советского Союза. Золотая Звезда № 644.